# 핀마르크주

핀마르크주의 위치

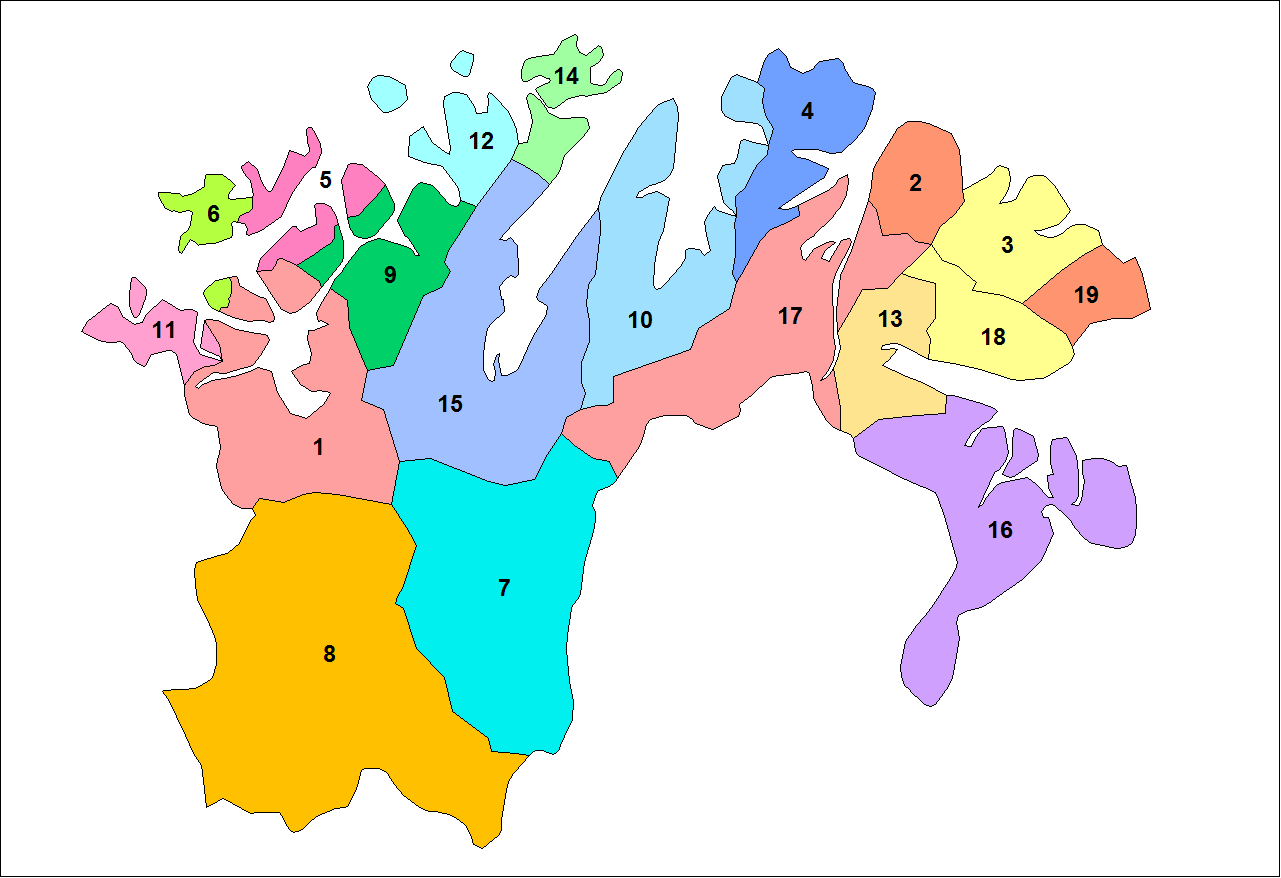
핀마르크주의 지방 자치체

핀마르크주(노르웨이어: Finnmark fylke)는 노르웨이 북부에 위치한 주이다. 주도는 바드쇠이며 면적은 48,618km2, 인구는 75,207명(2014년 기준), 인구 밀도는 1.55명/km2이다. 서쪽으로는 트롬스주, 북서쪽으로는 노르웨이해, 북쪽과 북동쪽으로는 바렌츠해와 접하며 동쪽으로는 러시아, 남쪽으로는 핀란드와 국경을 접한다. 19개 지방 자치체를 관할한다.
2020년 1월 1일부로 트롬스주와 통폐합되어 트롬스오그핀마르크주가 신설되면서 폐지되었으나, 2024년 1월 1일부로 트롬스오그핀마르크주가 다시 폐지되면서 4년 만에 복원되어 재출범하였다.

핀마르크주의 문장

## 인구
| 연도                       | 인구   | ±%     |
| -------------------------- | ------ | ------ |
| 1951                       | 64,511 | —      |
| 1961                       | 72,104 | +11.8% |
| 1971                       | 76,311 | +5.8%  |
| 1981                       | 78,331 | +2.6%  |
| 1991                       | 74,590 | −4.8%  |
| 2001                       | 74,087 | −0.7%  |
| 2011                       | 73,417 | −0.9%  |
| 2016                       | 75,758 | +3.2%  |
| Source: Statistics Norway. |        |        |